# Phyllachora dendrocalami
Phyllachora dendrocalami är en svampart som beskrevs av Awati & U.K. Kulk. 1972. Phyllachora dendrocalami ingår i släktet Phyllachora och familjen Phyllachoraceae.   Inga underarter finns listade i Catalogue of Life.